# Thecocoelurus daviesi
Thecocoelurus daviesi es la única especie conocida del género dudoso extinto  Thecocoelurus ( gr. "envoltura de cola hueca") de dinosaurio terópodo celurosauriano, que vivió a principio del período Cretácico, hace aproximadamente entre 123 a 129 millones de años, durante el Barremiense, en lo que es hoy Europa. La ubicación filogenética de este género es incierta, y diferentes investigadores lo han referido a un oviraptosauriano, un ornitomimosaurio o un terizinosaurio a lo largo de su historia.

## Descubrimiento e investigación
Thecocoelurus se conoce solo a partir de la mitad de una sola vértebra cervical, descubierta por el reverendo William Darwin Fox en la Isla de Wight, Inglaterra, durante el siglo XIX. Después de su muerte, la Colección Fox fue adquirida por el Museo Británico de Historia Natural. William Davies fue el primero en notar el espécimen y asumió una estrecha afinidad con Coelurus. El holotipo, NHMUK PV R181, se encontró en los escombros de una capa de la Formación Wessex, que data del Barremiense.  Consiste en el extremo anterior, alrededor de un tercio, de una vértebra cervical estimada por Seeley en 9 centímetros de largo.
Fue descrito por Harry Govier Seeley en 1888. Seeley nombró al fósil Thecospondylus daviesi, refiriéndose a un género que había nombrado anteriormente por el molde incompleto de un sacro. Sin embargo, en 1901 el barón Franz Nopcsa lo renombró Coelurus daviesi. En 1923 , Friedrich von Huene decidió que debería eliminarse de Thecospondylus o Coelurus y darle su propio género, Thecocoelurus. El nombre genérico es una contracción de "Thecospondylus" y "Coelurus".

## Clasificación
Von Huene originalmente asignó Thecocoelurus a Coeluridae, pero en 1926 especuló que debido al tamaño no despreciable y la estructura típica de la vértebra podría pertenecer a un miembro de Ornithomimidae. Aunque desde entonces ha sido típicamente identificado como un terópodo "celursáurido" indeterminado, Thecocoelurus fue reidentificado por Darren Naish y sus colegas en 2001 como miembro de Oviraptorosauria, un grupo de terópodos maniraptoranos omnívoros, lo que lo convertiría en el único oviraptorosauriano fósil que se ha encontrado en Europa. El espécimen y las vértebras cervicales de los oviraptorosaurianos cenagnatídos comparten numerosas similitudes detalladas. Naish et al. también consideró a Thecocoelurus como un nomen dubium. En 2004, James Kirkland teorizó que Thecocoelurus podría no ser un oviraptorosauriano, sino un miembro del linaje de los terizinosaurios, estrechamente relacionado con Falcarius, de nuevo un hecho único en Europa. Una revaluación de 2014 que comparó los especímenes con fósiles de ornitomimosaurianos europeos encontró que Thecocoelurus era probablemente uno de los ornitomimosaurianos más antiguos conocidos , y un posible sinónimo principal de Valdoraptor. Sin embargo, los investigadores Micky Mortimer y Darren Naish han expresado dudas sobre sus afinidades con los ornitomimosaurianos, sugiriendo en cambio que podría representar un terizinosauriano similar a Falcarius.